# Baia di Gibilterra

Posizione della baia

La baia di Gibilterra, a volte chiamata baia di Algeciras, è una baia nel sud della Spagna, tra la penisola omonima, la Rocca di Gibilterra e la città di Algeciras.
Ha una complessa storia geologica influenzata dalla sua posizione tra le tre placche tettoniche e sovrapposizione di almeno tre serie stratigrafiche di rocce sedimentarie datate tra il Mesozoico e l'Oligocene. Geomorfologicamente si origina tra la sedimentazione fluviale e marina in un'antica valle del fiume e lungo il promontorio roccioso della Rocca di Gibilterra.